# قائمة فنادق تايلاند

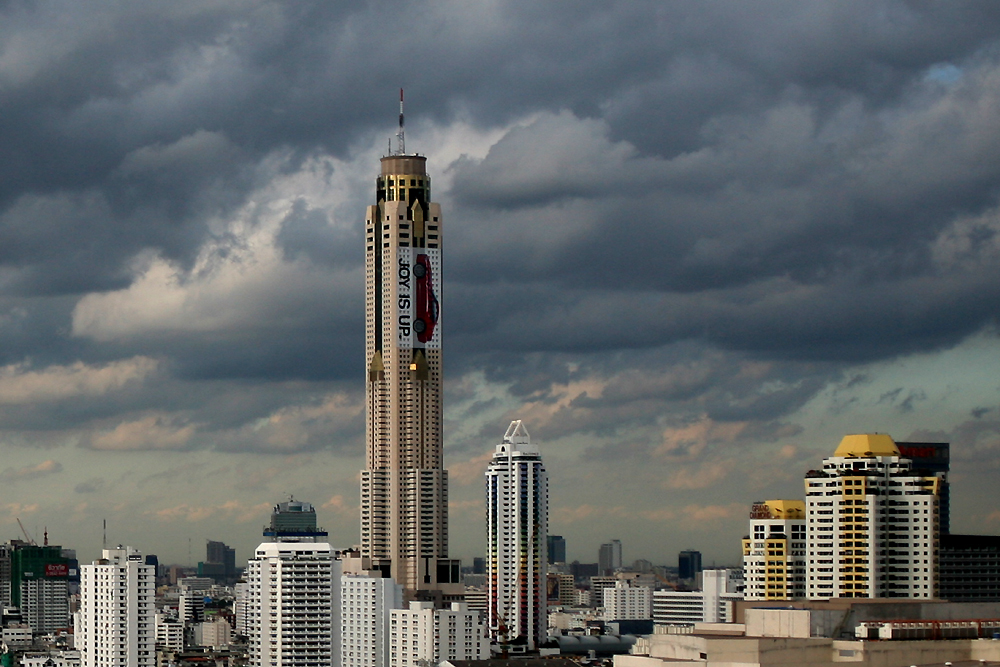
فندق بايوك سكاي

الفندق  (الجمع: فنادق) أو النُزُل  (الجمع: أنزال) هو مسكن يسكن فيه الشخص لوقت قصير مقابل أجر، مؤثث مفروش وقد يكون مزوداً بأجهزة منزلية ووسائل راحة وترفيه؛ مع توفير خدمات الطعام والنظافة والصيانة وغيرها.

## قائمة فنادق تايلاند
تحتوي هذه القائمة على أسماء فنادق في تايلاند.
- بينينسيولا بانكوك

- سنتارا جراند ومركز بانكوك للمؤتمرات

- فندق بايوك سكاي
- فندق ماندارين أورينتال (بانكوك)